# 北京经济技术职业学院
北京经济技术职业学院，位于河北省廊坊市，是一所全日制民办普通高等职业院校。

## 学院概况
学校占地面积340余亩，建筑面积10万平方米。